# Colonie libertaire de Ciorfoli
C'est à Ciorfoli, lieu-dit de la commune de Cognocoli-Monticchi, en Corse, que s'établit en 1906 une colonie libertaire, initiée par Maurice Fournié et qui compta jusqu'à six participants. Elle fut créée grâce au soutien de Louis Costa, notaire à Cognocoli, secrétaire de la fédération socialiste corse et sympathisant du mouvement anarchiste.

## Le contexte
À la fin du XIXe siècle et au début du XXe, certains anarchistes fondent des colonies libertaires, souvent à l'écart des lieux fréquentés. Ainsi, en 1890, la Colônia Cecília est fondée au Brésil par des italiens, mais on peut également citer en France le milieu libre de Vaux (1902-1906) ou l'essai d'Aiglemont (1903-1909). 
C'est dans ce contexte que l'anarchiste Maurice Fournié, de passage à Ajaccio en 1905, va être chargé par ses compagnons d'Alger d'étudier la possibilité d'une implantation d'un milieu libre en Corse.

## La genèse
Maurice Fournié arrive à Ajaccio en novembre 1905. Les socialistes d'Ajaccio le mettent alors en relation avec Louis Costa, connaissant sa sympathie pour le mouvement anarchiste. Louis Costa va accueillir très favorablement le projet d'une colonie sur le territoire de la commune de Cognocoli-Monticchi. Fournié  a l'intention d'y installer pour commencer une colonie agricole.
Il tient au courant ses amis d'Alger, Marcel Ducher, contremaître, et Isidore Escalaïs, modeleur-tourneur, de l'avancée des préparatifs et se fait l'intermédiaire de leurs questions pratiques auprès de Louis Costa.
Il monte à Cognocoli pour la première fois le 11 décembre 1905 pour poser les jalons de la colonie. François, le frère de Louis, accepte de mettre à disposition des anarchistes son terrain de Ciorfoli qui surplombe la rivière l'Impenattu. La propriété est constituée de terres labourables, de châtaigneraies et de maquis. 
La colonie est tout d'abord prévue pour accueillir douze personnes, toutes âgées de moins de 28 ans.  Le nombre de colons ne dépassera en fait jamais six  : Isidore Escalaïs, sa femme et  leur fille âgée de six ans, Marcel Ducher, et un peu plus tard Borgiali, métallurgiste, et sa femme. Fournié ne participa pas à l'aventure.
Escalaïs passe quelques jours en repérages à Cognocoli fin janvier 1906.  Le statut légal de la colonie est alors défini en bien impersonnel, sur les conseils avisés d'Henry Fortuné.

## L'installation
Les premiers colons arrivent à Cognocoli le 24 avril 1906. Ils logent d'abord dans une maison de la famille Costa et se mettent au travail.
En aout 1906, la colonie possède déjà un potager d'un hectare pour subsister mais surtout deux cochons, deux chèvres, une quinzaine de lapins, une cinquantaine de pigeons et des poules. 
En plus de l'élevage, les colons proposent leurs services aux paysans de la commune en fabriquant des meubles grâce à un outillage complet de menuiserie.

## L'expansion
Les débuts sont malgré tout financièrement très difficiles. Marcel Ducher, issu d'une famille de la bourgeoisie, envisage de créer une vaste entreprise d'élevage en empruntant pas loin de 12 000 francs à son parrain Louis Griveau, tout en lui cachant la nature réelle de l'entreprise libertaire. Son plan détaillé, mis au point avec l'aide d'un professeur d'agriculture d'Ajaccio,  doit être rentable en deux ans et le remboursement du prêt est prévu sur cinq ans.
Louis Griveau acceptera ce plan le 20 août 1906, en prenant cependant son filleul comme métayer, et en devenant à sa place locataire des 26 hectares de terres pour un bail de dix ans.  Le bail élaboré par Louis Costa prendra effet le 31 aout.
Le cheptel va ainsi grossir considérablement et va comprendre 8 vaches laitières, 20 brebis, 38 cochons, 50 taurillons, 300 poulets, 20 canards, 10 dindes et 20 pintades, pour une somme totale estimée à 5 770 francs. 
Marcel Ducher va alors dépenser plus que de raison en agrandissant le domaine de la colonie par 17 hectares de terres loué à un certain Ignace Barboni, cousin de Louis. Il va également acquérir beaucoup de matériel provenant de la vente liquidative de l'ancien pénitencier de Coti-Chiavari.
Louis Griveau s'inquiètera de ces grandes dépenses dans la correspondance qu'il entretient avec son filleul.
Le 3 novembre 1906, il ne reste plus que 613,20 francs sur les 10 050 accordés par Griveau.
C'est à cette période que Ciorfoli connaît son apogée avec l'arrivée de Borgiali et de sa femme, portant le nombre de colons à six.

## La fin du rêve
Le 12 novembre 1906, un événement imprévisible survient qui va condamner l'aventure libertaire. Marcel Ducher, profitant de l'absence de son compagnon Isidore Escalaïs, s'enfuit à Bastia avec Louise, la femme de ce dernier, et leur fille. Il demandera à Louis Costa de faire partir Escalaïs sur le continent en se disant prêt à reprendre la colonie.
Cependant, le 16 novembre, profitant de la confusion, Borgiali s'enfuit à son tour, non sans avoir dérobé tout ce qu'il pouvait emporter.
Escalaïs, de son côté, souhaite reprendre la vie commune avec sa famille, et c'est Louis Costa qui va convaincre les fugitifs d'accepter cette solution raisonnable. La famille Escalaïs se retrouve au complet à Marseille le 19 novembre 1906.
Le dernier colon officiel, Marcel Ducher, adresse à Louis Costa le 2 janvier 1907 une procuration lui confiant le sort de l'exploitation de la colonie de Ciorfoli. Louis Griveau lui fait entière confiance pour liquider au mieux l'affaire. Il viendra même en personne à Cognocoli le 22 mars 1906 et Louis Costa le convaincra de vendre tout le cheptel. Malgré tout, les pertes de Louis Griveau dans cette affaire s'élèvent à 8 840 francs.
Peu après la dissolution de la colonie, des anarchistes parisiens contactent Louis Costa : «Si les causes de cet échec sont d'ordre tout à fait moral si ces camarades qui se croyaient émancipés avaient encore certains préjugés [...], vous ne verriez peut-être pas d'inconvénients à ce que d'autres, mieux préparés par l'expérience de ceux qui les ont précédés, continuent l'œuvre qui a été commencée...».
Louis Costa refusa cependant de retenter l'aventure.